# رابرت کلی (کمدین)
رابرت کلی (به انگلیسی: Robert Kelly) (زاده ۸ اکتبر ۱۹۷۰) بازیگر ، استندآپ کمدین آمریکایی است.
از فیلم‌های معروف او می‌توان به بازی در فاجعه اشاره کرد.